# カッシアのリタ
カッシアのリタ（1381年 - 1457年）またはカーシアのリタは、15世紀イタリア・ウンブリア地方の聖アウグスチノ修道会の修道女、カトリック教会の聖人。

## 生涯
リタはウンブリアのロカポレナという町に生まれ、敬虔な高齢の両親のもとで育てられた。幼少のころから修道女に憧れていたが両親の薦めにより地方の名士と結婚し、2人の男子の母となったが夫は粗暴な性格で毎日リタに暴力を振るっていた。しかし彼女は信仰を持って耐え抜き夫の改心を祈った。事実、夫は改心したが日ごろ彼を恨む人物の手によって殺害され、2人の息子がその復讐に駆り立てた。それに狼狽したリタは復讐を祈りによって止めたが息子たちは死亡、愛する家族を失った。悲しみにくれたリタは幼少のころからの夢であった修道院に入ることを決心し、カーシアのアウグスチノ修道院の門をたたいた。しかし、年齢を理由に断られ、4度目で入会が許され修道女となった。でも現実は自分より年下の先輩修道女の下で修道生活を送ることを余儀なくされた。
ある日、聖堂で祈っている最中、十字架のイエス像の茨の冠から棘が飛び、リタの額に命中しやがてそれが化膿し悪臭が修道院内で立ち込め、リタは隔離され独房で隠匿生活を最後まで送るようになる。その噂はカーシア中に広まり多くの巡礼者が取次ぎを求めて訪れるようになった。隠匿生活の中で唯一、ローマ巡礼に高齢ながら足を運び、シエナの聖ベルナルディーノの列聖式に与ったといわれる。1457年、死去。彼女の額、遺体から芳香が立ちこめ聖女としての評判が高まり、557年後の1900年に列聖された。
リタの遺体はミイラ状態としてガラスの棺に安置されている。